# Niederhatzkofen

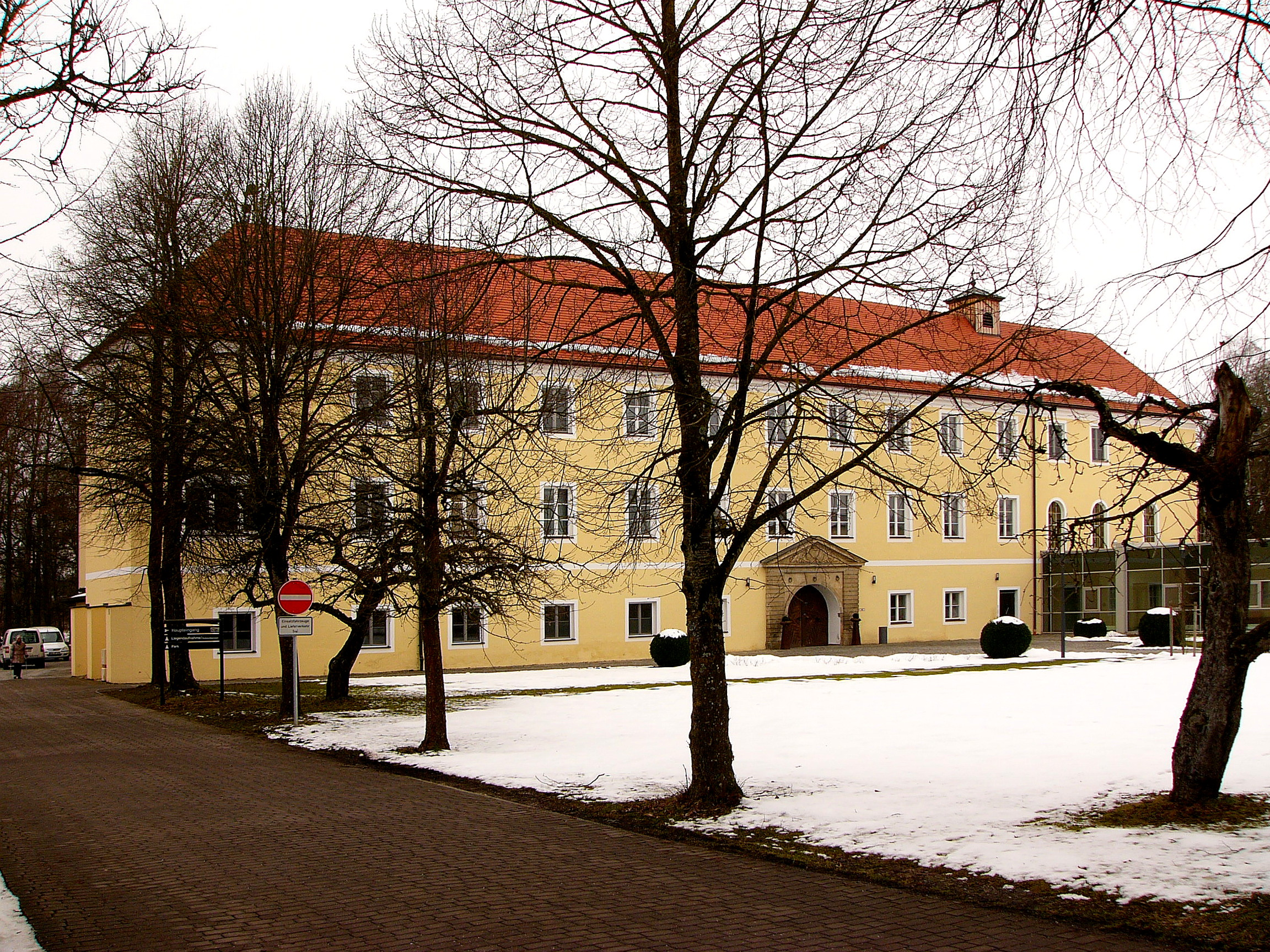
Ehemaliges Schloss, jetzt Schlossklinik

Niederhatzkofen ist ein Gemeindeteil der Stadt Rottenburg an der Laaber im niederbayerischen Landkreis Landshut. Bis 1874 bestand die Gemeinde Niederhatzkofen.

## Lage
Das Kirchdorf Niederhatzkofen liegt etwa zwei Kilometer südwestlich von Rottenburg an der Großen Laber etwas nordöstlich von Oberhatzkofen.

## Geschichte
In den ältesten Urkunden sind Nieder- und Oberhatzkofen immer als „Hatzkofen“ zusammengefasst, das 871 erstmals erwähnt ist. Niederhatzkofen bildete eine Hofmark, die von 1577 bis 1781 im Besitz der bayerischen Adelsfamilie der Nothaft von Weißenstein war. Vom Ende des 18. Jahrhunderts bis 1845 waren Wiguleus Freiherr von Kreittmayr und seine Erben Inhaber dieser Hofmark.
Bei der Gemeindebildung zu Beginn des 19. Jahrhunderts wurde Niederhatzkofen eine selbstständige Gemeinde. 1858 scheiterte der Versuch, die Gemeinden Oberhatzkofen, Niederhatzkofen, Bogenhausen und Unterlauterbach zu einer Gemeinde zu vereinen. Am 20. Mai 1874 wurde die Gemeinde Niederhatzkofen zusammen mit der Gemeinde Bogenhausen in die Gemeinde Oberhatzkofen eingegliedert. Mit dieser wurde Niederhatzkofen am 1. Mai 1978 im Zuge der Gebietsreform in Bayern in die Stadt Rottenburg an der Laaber integriert. 1987 hatte Niederhatzkofen 125 Einwohner.

## Sehenswürdigkeiten
- Filialkirche St. Margaretha. Der spätgotische Chor aus der Zeit um 1500 wurde in der Barockzeit umgebaut. Das Kirchenschiff mit seinem Stichkappengewölbe stammt aus der ersten Hälfte des 18. Jahrhunderts. Die Deckenfresken aus der Zeit um 1740 zeigen Szenen aus dem Leben der Kirchenpatronin Margareta von Antiochia und werden von geschweiften Stuckrahmen umschlossen.
- Ehemaliges Schloss. Die „Veste Hätzkoven im Thunckha“ (= Donaugau) gehörte ursprünglich den niederbayerischen Herzögen. Im Dreißigjährigen Krieg wurde das Schloss niedergebrannt und danach provisorisch wiedererrichtet. Der jetzige Vierflügelbau entstand 1720 bis 1740 unter dem Freiherrn von Weißenstein. Wiguleus Xaver Aloisius Freiherr v. Kreittmayr ließ das Schloss klassizistisch umbauen. 1948 erwarb es der damalige Landkreis Rottenburg an der Laaber und baute es zum Krankenhaus um. Diese Funktion hat es seit 1951.
- Die ehemalige Schlossscheune ist ein klassizistisches Bauwerk von 1816.
- Obelisk. Er steht in der Lindenstraße und trägt eine Büste des Alois von Kreittmayr aus dem Jahr 1815.

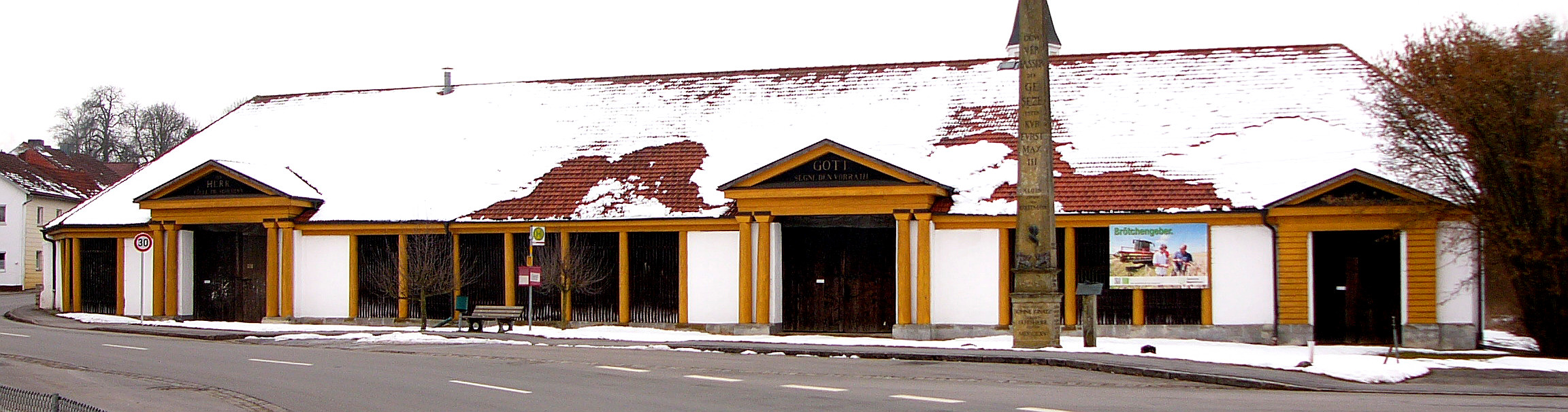
Ehemalige Schlossscheune
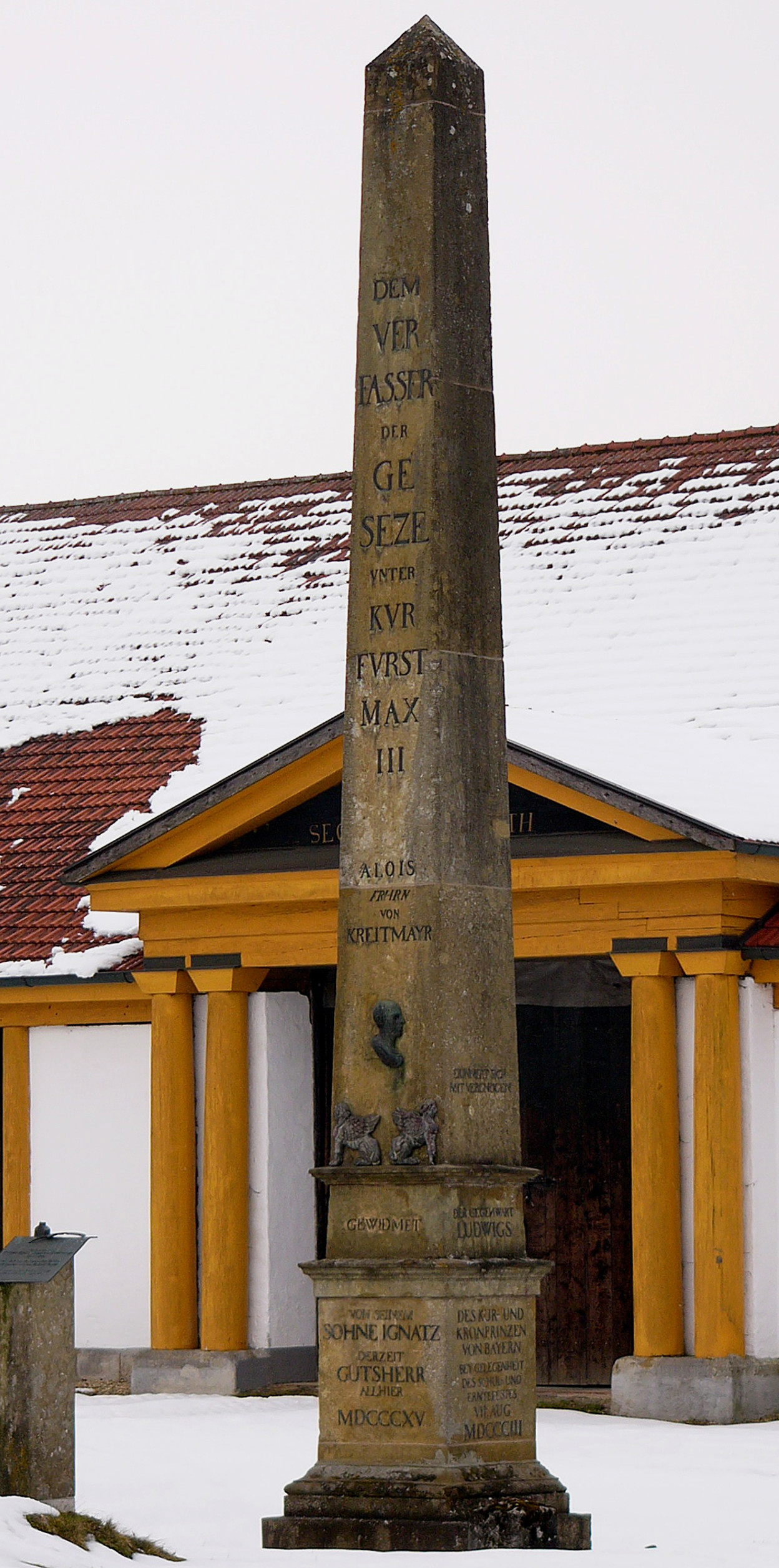
Obeliskendenkmal für Alois von Kreittmayr

## Wirtschaft und Infrastruktur
Mit Rola sitzt in Niederhatzkofen einer größten Spirituosenhersteller Deutschlands mit einem Jahresumsatz von über 150 Millionen Euro. Auch die Schlossklinik Rottenburg mit angeschlossener Schloss-Reha des Landshuter Kommunalunternehmens für Medizinische Versorgung, untergebracht im Schloss Niederhatzkofen, ist ein großer Arbeitgeber.

## Vereine
- Liederkranz Hatzkofen e. V.

## Söhne und Töchter
- Manfred Weber (* 1972), Politiker (CSU)